# Глори хол
Глори хол (енг. Glory hole) је рупа у зиду или разделнику, често између кабина јавних клозета или у клубовима за одрасле, у сврху секса или посматрања особу у наредној кабини док мастурбира једна или обе стране.
Глори холови су посебно повезане са геј мушком културом, аналним или оралним сексом и историјски потичу из периода када су геј мушкарци били прогоњени. Подела задржава анонимност и осећај сигурности да укључени људи неће бити идентификовани и вероватно ухапшени. Међутим, хомосексуалци нису једини који их фаворизују и све су чешће су признати као фетиш за стрејт и бисексуалне парове.
У последњих неколико година, популарни глори холови у јавности су избледели у многим земљама, мада неке геј веб странице нуде директоријуме преосталих рупа.
Глори холови понекад су тема еротске литературе, а многи порнографски филмови посвећени су употреби глори холова.

## Мотивације
Бројни мотиви могу се приписати употреби и еротичности глори холова. Како зид раздваја два учесника, немају додира осим уста, пениса и можда руке. Одржава се готово потпуна анонимност, јер се други атрибути не узимају у обзир. Глори хол се види као еротска оаза у геј субкултурама широм света; мотиви, искуства и приписивања вредности људи у његовој употреби су различити.
У светлу текуће пандемије ХИВ-а, многи хомосексуалци су преиспитали своје сексуалне и еротске жеље и праксе. Квир теоретичар Тим Дин сугерише да глори холови дозвољавају физичку баријеру, која може бити продужетак психолошких баријера, у којима постоји интернализована хомофобија (резултат распрострањеног гађења многих друштава према ЛГБТ пракси и људима). За неке хомосексуалце глори хол служи за потпуну деперсонализацију њиховог партнера као бестелесног предмета сексуалне жеље, који се провлачи кроз или са друге стране рупе.

## Историја
Први документовани случај глори хола налазио се у судском поступку 1707. године познатом као „Покушаји Томаса Ваухана и Томаса Дејвиса“ у Лондону у Енглеској, који је укључивао изнуду човека познатог у документима само као г. Гуилам. У то време, геј секс на јавним местима могао је да доведе до хапшења од стране Друштва за реформу понашања. Често су власти понекад чекале испред мочварне куће Линколнс Ин у Лондону као једно место за хватање људи.
Судови су чули да је човек (г. Гуилам) посетио штанд у тоалету да би се растеретио, када је други мушкарац провукао свој пенис кроз рупу у зиду („Дечак у суседном Своду провукао је свог тајног члана кроз рупу“). Господин Гуилам, изненађен акцијом, побегао је из тоалета, да би га пратио мушкарац који је повикао да би имао секс са њим. Господин Гуилам се тада суочио са господином Вауханом који му је, знајући за невиност господина Гуилама, заприетио да ће га превисти полицији и открити га његовој жени ако не плати износ новца.
Средином 1900-их, полиција је често користила рупе у купатилима као метод за хватање геј мушкараца, често бележећи инциденте као доказ за кривично гоњење. Такви инциденти су забележени у Калифорнији и Охају у 1950-их и 1960-их, са архивским снимцима полиције „соба за чајанку“ (енг. tearoom) који се појављују на порнографским сајтовима, као што је порнхуб.
Још једно помињање глори холова појавило се у Тирум Трејд: Неперсонални секс на јавним местима, контроверзној књизи коју је објавио социолог Лауд Хумпхреис 1970, у којој предлаже „тирум“ (енг. tearoom) или кабину у купатилу, као главни простор за окупљање мушкараца ради испуњења сексуалних односа. Такође ће се касније појавити у књизи „Радост геј секса“ из 1977. године.
Упркос све слабијем истицању глори холова у јавности, нека геј купатила и секс клубови одржавају постојање глори холова у својим просторијама, а неки људи су признали да су поставили приватне глори холове у својим домовима. Секс у купатилу остаје фетиш за подскуп геј мушкараца, који ће се упуштати у сличне анонимне радње испод сепаратора у тоалету, уместо кроз рупу.
Музеј Западне Аустралије је 2018. својој колекцији додао „историјски глори хол“. Рупа је била смештена у тоалетној кабини аутопута Албани поред железничке станице Госнелс, али је уклоњена и сачувана 1997. године пре него што је тоалет срушен.

## Правни и здравствени проблеми
Јавни секс било које врсте је илегалан у многим деловима света, а полицијске тајне операције се и даље користе како би се применили такви закони. Штетне личне последице по уживаоце глори холова укључивале су полицијски надзор, јавно понижавање у штампи, често са последицама по брак и запослење, и затварање након кривичне пресуде. Ударање хомосексуалаца, пљачке и телесне повреде су додатни потенцијални ризици. Из личне безбедности, као и бонтона, мушкарци обично чекају сигнал партнера пре него што убаце било који део својих гениталија кроз рупу.

## Потенцијалне здравствене предности
У јуну 2020. савет Савета здравља Њујорка за КОВИД-19 предложио је секс кроз „физичке баријере, попут зидова“, али није посебно навео глори хол, као део ширих мера о изласцима и сексу током пандемије.
Отприлике месец дана касније, Центар за контролу болести Британске Колумбије отишао је корак даље са својим препорукама из предострожности у вези са КОВИД-19, предлажући употребу „баријера, попут зидова (нпр. глори холова), које омогућавају сексуални контакт, али спречавају блиски контакт лицем у лице. контакт лицем“ као један од начина за смањење ризика од изложености вирусу.